# Герб Солі
Герб Со́лі затверджений 5 грудня 2010 p. рішенням II сесії Солянської сільської ради VI скликання герб села Сіль Великоберезнянського району Закарпатської області. Герб є промовистим.

## Опис
На синьому полі зелене вістря з срібною облямівкою, на якому золота церква із срібним верхом та золотим хрестом, знизу якої срібна понижена нитяна хвиляста балка. Обабіч угорі срібні кубики солі. Щит розміщений у золотому еклектичному картуші, під яким на зеленій стрічці золотими літерами напис «СІЛЬ». Щит увінчаний золотою сільською короною.
Автор — В.Сватула.
Комп'ютерна графіка — О.Маскевич.